# 牛田駅 (東京都)

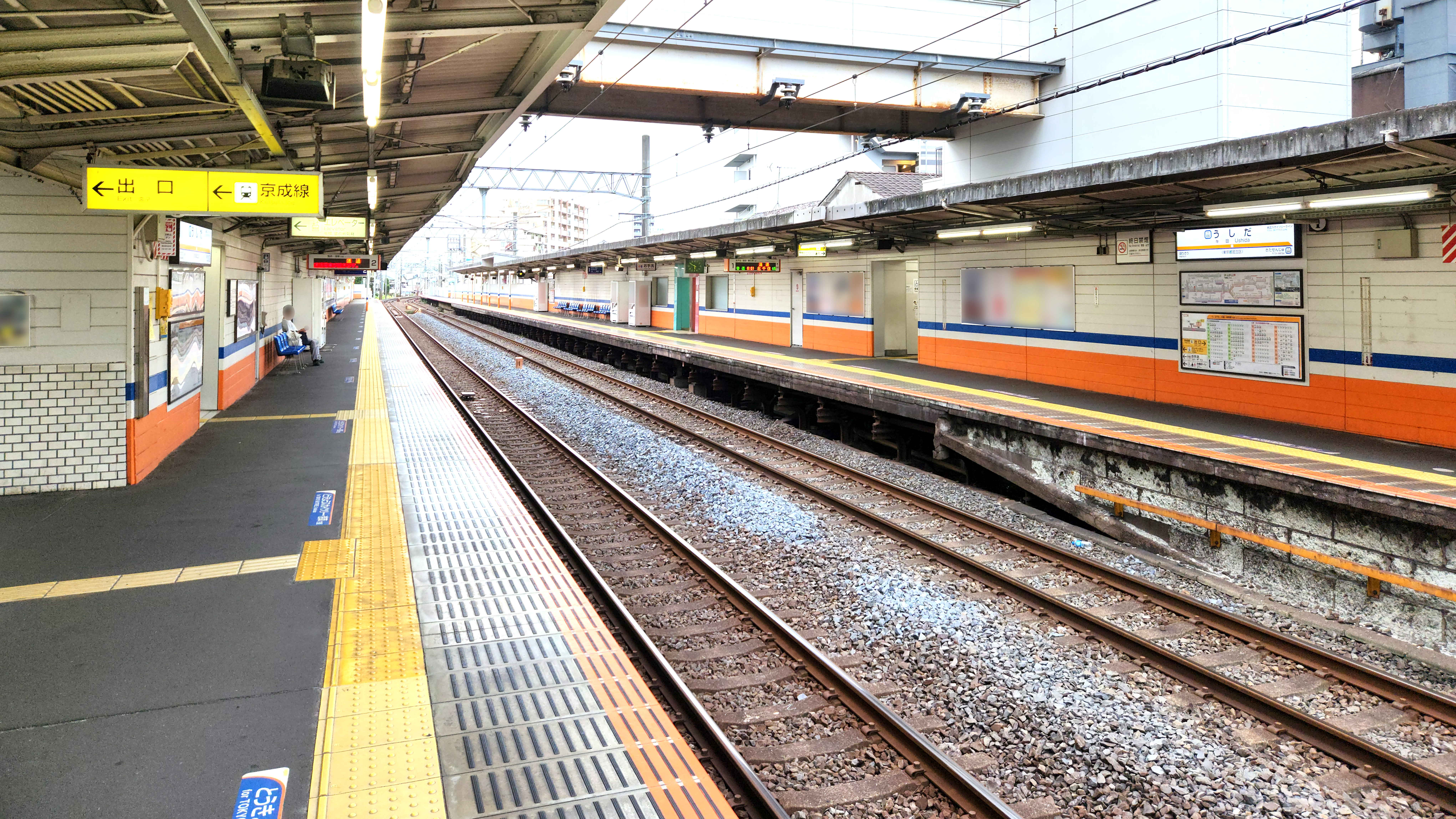
ホーム（2023年7月）

牛田駅（うしだえき）は、東京都足立区千住曙町にある、東武鉄道伊勢崎線の駅である。「東武スカイツリーライン」の愛称区間に含まれている。駅番号はTS 08。
京成電鉄本線の京成関屋駅と至近の位置で、道路を挟んで向かい側にあり、連絡運輸が行われている連絡駅となっている。

## 年表
- 1932年（昭和7年）9月1日：開設[2][1]。
- 2006年（平成18年）3月：エレベーター・多機能トイレ新設。
- 2012年（平成24年）
  - 3月17日：TS 08の駅ナンバリング導入。
  - 9月27日：発車メロディ導入。
- 2013年（平成25年）3月：トイレを浅草寄りに移設し、1番線ホームに待合室新設。

## 駅構造
相対式ホーム2面2線を有する地上駅。ホーム有効長は10両編成対応であるが、東京メトロ半蔵門線・東急田園都市線直通電車は通過する。駅舎は北千住方面行ホーム先端にある。北千住方面ホームと浅草方面行ホーム連絡は地下通路の他、バリアフリー設備としてエレベーターが設置されている。エレベーターは専用跨線橋で線路を横断する。また、改札と北千住方面行ホームとの間には数段の階段があるが、この部分もエレベーターで乗降可能な構造となっている。

### のりば
| 番線 | 路線                   | 方向 | 行先                                                             |
| ---- | ---------------------- | ---- | ---------------------------------------------------------------- |
| 1    | 東武スカイツリーライン | 下り | 北千住・新越谷・東武動物公園・ 伊勢崎線 久喜・ 日光線 南栗橋方面 |
| 2    | 東武スカイツリーライン | 上り | 曳舟・とうきょうスカイツリー・浅草方面                           |

- 上記路線名は旅客案内上の名称（「東武スカイツリーライン」は愛称）で表記している。
- 2020年（令和2年）6月6日ダイヤ改正より、日中時間帯に当駅へ発着する列車は毎時6本全て浅草駅 - 北千住駅間シャトル列車であるため、それ以外の駅を利用する場合は曳舟駅・北千住駅などでの乗継が必要である。なお朝と夕方時間帯には、浅草駅 - 館林駅・東武動物公園駅・南栗橋駅などを発着する区間急行・区間準急も設定されている。

## 利用状況
2024年度（令和6年度）の1日平均乗降人員は20,820人である。2009年度（平成21年度）までは、急行停車駅である曳舟駅よりも乗降人員が多かった。
各年の1日平均乗降・乗車人員の推移は以下の通り。

### 昭和
| 年度               | 1日平均 乗車人員 | 出典     |
| ------------------ | ---------------- | -------- |
| 1974年（昭和49年） | 15,318           | [ * 2 ]  |
| 1975年（昭和50年） | 15,117           | [ * 3 ]  |
| 1976年（昭和51年） | 14,811           | [ * 4 ]  |
| 1977年（昭和52年） | 15,017           | [ * 5 ]  |
| 1978年（昭和53年） | 14,664           | [ * 6 ]  |
| 1979年（昭和54年） | 14,346           | [ * 7 ]  |
| 1980年（昭和55年） | 7,358            | [ * 8 ]  |
| 1981年（昭和56年） | 14,597           | [ * 9 ]  |
| 1982年（昭和57年） | 7,591            | [ * 10 ] |
| 1983年（昭和58年） | 7,616            | [ * 11 ] |
| 1984年（昭和59年） | 14,211           | [ * 12 ] |
| 1985年（昭和60年） | 14,293           | [ * 13 ] |
| 1986年（昭和61年） | 14,334           | [ * 14 ] |
| 1987年（昭和62年） | 7,887            | [ * 15 ] |
| 1988年（昭和63年） | 7,926            | [ * 16 ] |

### 平成
| 年度               | 1日平均 乗降人員 | 1日平均 乗車人員 | 出典                 |
| ------------------ | ---------------- | ---------------- | -------------------- |
| 1989年（平成元年） |                  | 14,845           | [ * 18 ]             |
| 1990年（平成02年） |                  | 14,878           | [ * 19 ]             |
| 1991年（平成03年） |                  | 15,114           | [ * 20 ]             |
| 1992年（平成04年） |                  | 15,007           | [ * 21 ]             |
| 1993年（平成05年） |                  | 14,861           | [ * 22 ]             |
| 1994年（平成06年） |                  | 14,901           | [ * 23 ]             |
| 1995年（平成07年） |                  | 14,581           | [ * 24 ]             |
| 1996年（平成08年） |                  | 14,134           | [ * 25 ]             |
| 1997年（平成09年） |                  | 13,695           | [ * 26 ]             |
| 1998年（平成10年） | 26,507           | 13,179           | [ * 27 ]             |
| 1999年（平成11年） | 25,663           | 12,753           | [ * 28 ]             |
| 2000年（平成12年） | 24,753           | 12,277           | [ * 29 ]             |
| 2001年（平成13年） | 23,469           | 11,789           | [ * 30 ]             |
| 2002年（平成14年） | 23,130           | 11,573           | [ * 31 ]             |
| 2003年（平成15年） | 22,728           | 11,322           | [ * 32 ]             |
| 2004年（平成16年） | 22,639           | 11,258           | [ * 33 ]             |
| 2005年（平成17年） | 22,780           | 11,284           | [ * 34 ]             |
| 2006年（平成18年） | 22,693           | 11,208           | [ * 35 ]             |
| 2007年（平成19年） | 22,873           | 11,338           | [ * 36 ]             |
| 2008年（平成20年） | 23,039           | 11,434           | [ * 37 ]             |
| 2009年（平成21年） | 22,847           | 11,356           | [ * 38 ]             |
| 2010年（平成22年） | 22,801           | 11,330           | [ * 39 ]             |
| 2011年（平成23年） | 22,608           | 11,314           | [ ** 3 ]             |
| 2012年（平成24年） | 23,487           | 11,691           | [ ** 4 ]             |
| 2013年（平成25年） | 23,318           | 11,591           | [ ** 5 ]             |
| 2014年（平成26年） | 22,723           | 11,296           | [ ** 6 ]             |
| 2015年（平成27年） | 22,832           | 11,350           | [ ** 7 ]             |
| 2016年（平成28年） | 22,594           | 11,271           | [ ** 8 ]             |
| 2017年（平成29年） | 22,679           | 11,327           | [ ** 9 ]             |
| 2018年（平成30年） | 22,880           | 11,445           | [ 東武 2 ] [ ** 10 ] |

### 令和
| 年度               | 1日平均 乗降人員 | 1日平均 乗車人員 | 出典                 |
| ------------------ | ---------------- | ---------------- | -------------------- |
| 2019年（令和元年） | 22,996           | 11,510           | [ 東武 4 ] [ ** 11 ] |
| 2020年（令和02年） | 17,821           | 8,932            | [ 東武 5 ] [ ** 12 ] |
| 2021年（令和03年） | 19,362           | 9,715            | [ 東武 6 ]           |
| 2022年（令和04年） | 20,364           | 10,212           | [ 東武 7 ]           |
| 2023年（令和05年） | 20,499           | 10,286           | [ 東武 8 ]           |
| 2024年（令和06年） | 20,820           | 10,438           | [ 東武 1 ]           |

## 駅周辺
当駅の所在地は千住曙町であるが、当駅を中心に千住東、千住関屋町、柳原が隣接している。
- 京成本線京成関屋駅：なお開設は、当駅よりも早い1931年（昭和6年）である。
- 千住発着場（東京水辺ライン）：徒歩5分。
- 足立郵便局
- 足立柳原郵便局
- 柳原リハビリテーション病院
- 海外技術者研修協会 (AOTS) 東京研修センター

## その他
北千住駅 - 当駅間にはかつて中千住駅が存在し、そこから千住貨物駅への貨物線が分岐していた。北千住方にある留置線と東武デリバリー向かい側にある産業廃棄物処理場に存在する線路跡がその名残である。

## 隣の駅
東武鉄道
 東武スカイツリーライン
■急行・■準急
通過
■区間急行・■区間準急・■普通
堀切駅（TS 07）- 牛田駅（TS 08） - 北千住駅（TS 09）
1953年（昭和28年）までは当駅 - 北千住駅間に中千住駅があった。